# Halfdan Kjerulf

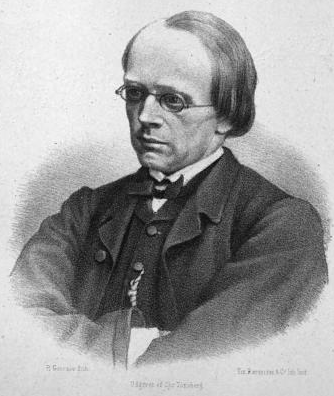
Halfdan Kjerulf

Halfdan Kjerulf (* 17. September 1815 in Christiania; † 11. August 1868 ebenda) war ein norwegischer Komponist.

## Leben
Ursprünglich studierte Kjerulf in der Tradition seines Vaters Jura. Kurz vor seinem Examen 1839 wurde er jedoch ernsthaft krank und fuhr im Sommer 1840 zur Erholung nach Paris. Hier kam er in Kontakt mit dem aktiven Musikleben der Wiener Klassik und der frühen Musik der Romantik. Kjerulf hörte Hector Berlioz.
Im Winter 1840/1841 starb Kjerulfs Schwester, ebenso sein Vater und sein Bruder. Als nun ältestes Kind musste er für die Familie sorgen und wurde Auslandskorrespondent für die norwegische Zeitung Den Constitutionelle. In dieser Zeit, im Herbst 1841, entstand seine erste Komposition. 1845 beendete er seine journalistische Tätigkeit und wurde Musiklehrer. Bei Carl Arnold studierte Kjerulf Musiktheorie. Er erhielt Stipendien in Kopenhagen bei Niels Wilhelm Gade und später in Leipzig, wo er mit 35 Jahren seine Ausbildung abschloss.
1851 kehrte er nach Christiania zurück und wurde wieder Musiklehrer. In den letzten Jahren seines Lebens war Kjerulf stark von Krankheiten geplagt.

## Werk
Während seine Romanzen und Chorgesänge heute am bekanntesten sind, schrieb Kjerulf auch sehr viele Werke für Klavier. In Kjerulfs Schaffen ist der Einfluss der deutschen Romantik (Schumann und Mendelssohn) am bedeutsamsten. Gleichsam ist der Einfluss der norwegischen Volksmusik nicht zu unterschätzen. Dabei war Kjerulf neben Glinka der erste europäische Musiker, der im Unterschied zu allen anderen Komponisten der ersten Hälfte des 19. Jahrhunderts modale Elemente nicht nur für Kirchenmusik oder kirchliche Stimmungen einsetzte.